# Vara (plaats in Zweden)
Vara is de hoofdplaats van de gemeente Vara in het landschap Västergötland en de provincie Västra Götalands län in Zweden. De plaats heeft 3779 inwoners (2005) en een oppervlakte van 293 hectare.

## Verkeer en vervoer
Bij de plaats lopen de E20, Riksväg 47 en Länsväg 187.
De plaats heeft een station op de spoorlijnen Göteborg Västgöta - Gårdsjö / Gullspång, Uddevalla - Vänersborg - Herrljunga Järnväg en Uddevalla - Borås.